# Čermenský vrch
Čermenský vrch je vrchol v České republice ležící v Krkonošském podhůří.

## Poloha
Čermenský vrch se nachází nad obcí Čermná v Hostinské pahorkatině asi 3 km severovýchodně od města Hostinné a asi 10 km západně od Trutnova. Pouze východní svah je mírný, ostatní jsou naopak poměrně příkré. V vrcholu je vyhlídka na Černou horu v Krkonoších, Jestřebí hory a Zvičinu.

## Vodstvo
Čermenský vrch je odvodňován potokem Čermná, který jej obtéká ze západu a jeho nevýznamnými levými přítoky. Čermná se krátce před jeho soutokem s Labem zprava vlévá do Volanovského potoka.

## Vegetace
Pouze západní svah je porost souvislou nevelkou smrčinou. Jiné druhy stromů se vyskytují pouze na jejím okraji. Ostatní prudší svahy jsou pokryté loukami, vrchol a východní mírný svah poli.

## Turistické a ostatní komunikace
Polemi východně od vrcholu v zimě prochází červeně značená běžkařská trasa oddílu běžeckého lyžování Tělovýchovné jednoty Tatran Hostinné. Západním údolím prochází místní komunikace, která končí asi 0,5 km severně od vrcholu u posledních čermenských budov. Dále pokračuje po východním svahu zpět k jihu jen špatně sjízdná polní cesta.